# На лоне природы
«На лоне природы» (англ. The Great Outdoors) — комедийный художественный фильм режиссёра Ховарда Дойча, снятый по сценарию Джона Хьюза .

## Сюжет
Семейная пара с детьми отправляется отдохнуть на природу. Но неожиданно приезжает сестра жены со своим мужем и дочерьми-двойняшками и портит весь отдых.

## В ролях
- Дэн Эйкройд — Роман Крэйг
- Джон Кэнди — Чит Рипли
- Аннетт Бенинг — Кейт Крэйг

В фильме снимался знаменитый медведь Барт.